# Dante Parini
Dante Parini, född 21 november 1890 i Milano, död 11 april 1969 i Milano, var en italiensk skulptör. Han har bland annat utfört ett monument över de fallna i första världskriget.